# Sergi Miquel
Sergi Miquel i Valentí (Llagostera, 24 de diciembre de 1989) es un diseñador industrial y político español, miembro del Partido Demócrata Europeo Catalán (PDeCAT) y, desde marzo de 2015 a marzo de 2019, secretario general de la Joventut Nacionalista de Catalunya (JNC). Es diputado por Gerona en las XII, XIII y XIV legislaturas del Congreso de los Diputados.

## Biografía
Miquel es graduado superior en Diseño por la Escuela Superior de Diseño e Ingeniería (ELISAVA). Posee un Bachelor of Arts and Design de la Universidad de Southampton (2008-2012) y un máster en Desarrollo de ciudades inteligentes por la Universidad de Gerona. Es también graduado en Humanidades por la Universidad Abierta de Cataluña (UOC) y máster en Humanidades: Arte, cultura y literatura contemporáneas.
En junio de 2011 fue elegido concejal en el Ayuntamiento de Llagostera donde lleva las áreas de urbanismo, participación y transparencia, juventud y nuevas tecnologías, cargo que ocupó hasta junio de 2015. En el seno de las juventudes políticas, en 2011 fue nombrado jefe comarcal del Gironés, y en octubre de 2012 pasó a ocupar el Área de Ciudadanía. En 2013 fue nombrado vicepresidente de Ciudadanía y Políticas de Juventud. En el XVIII Congreso de la Joventut Nacionalista de Catalunya (JNC) y con el 72% de los votos (primarias) fue elegido nuevo secretario general de la organización. En 2016 se presentó a las elecciones españolas como número dos de Convergencia Democrática de Cataluña en el Congreso de los Diputados por la demarcación de Gerona y fue elegido diputado para la XII legislatura, revalidando el escaño en la XIII y XIV.